# Marcos José dos Santos
Marcos José dos Santos (Lupionópolis, 2 de março de 1974) é um prelado brasileiro da Igreja Católica, bispo de Cornélio Procópio.

## Biografia
Nascido em 2 de março de 1974, em Lupionópolis (PR), padre Marcos José cursou Filosofia no Instituto Filosófico de Apucarana (1993-1995) e Teologia no Instituto Teológico Paulo VI, de Londrina (1996-1999). Tem mestrado em espiritualidade (2005) pela Pontifícia Universidade Gregoriana de Roma.
A ordenação presbiteral foi no dia 12 de fevereiro de 2000, na paróquia Cristo Rei, em sua cidade natal. Foi incardinado na arquidiocese de Londrina (PR).
Em seus primeiros anos de padre, foi animador vocacional diocesano (2000-2003); vigário paroquial na Paróquia Sagrados Corações, em Londrina (2001); e reitor do Seminário Propedêutico São José, de Londrina (2002-2003 e 2007).
Também atuou como diretor espiritual, no Seminário Teológico Paulo VI, em Londrina (2006); coordenador da Ação Evangelizadora (2008-2013); pároco na Paróquia São João Paulo II, em Londrina (2014-2016); e vigário-geral da arquidiocese, de 2015 a 2017.
Nos últimos anos, foi pároco na Paróquia Nossa Senhora das Graças, em Centenário do Sul (2017-2022). Em 2018, foi coordenador do 14⁰ Intereclesial das Cebs, sediado em Londrina. Desde 2006, foi assessor diocesano do Movimento dos Adoradores da Eucaristia (2006-2022). Também foi membro do Conselho dos Presbíteros por dois períodos (2008 a 2013 e de 2015 a 2022); e do Colégio dos Consultores (2015-2022).
Foi nomeado pelo Papa Francisco como Bispo de Cornélio Procópio em 22 de junho de 2022.
Dom Marcos José dos Santos escolheu por lema episcopal “Eu vos escolhi” (Jo 15,16). Foi ordenado bispo no dia 13 de agosto de 2022 na Catedral Metropolitana de Londrina, sendo o ordenante principal Dom Geremias Steinmetz, Arcebispo de Londrina e sendo os coordenates, Dom Orlando Brandes, Arcebispo de Aparecida e Dom Manoel João Francisco, Bispo emérito de Cornélio Procópio sendo a sua posse marcada para 20 de agosto de 2022.